# Imposto fixo
Um imposto fixo (abreviatura de imposto de valor fixo) é um imposto com um valor único sobre a matéria coletável, depois de contabilizadas as deduções ou isenções à matéria coletável. Não se trata necessariamente de um imposto totalmente proporcional. A sua aplicação é frequentemente progressiva, devido às isenções, ou regressiva, no caso de um montante máximo tributável. Existem vários sistemas fiscais que são designados "imposto fixo", embora sejam significativamente diferentes. A caraterística que os define é a existência de apenas uma taxa de imposto diferente de zero, por oposição a várias taxas diferentes de zero que variam consoante o montante sujeito a tributação.
Um sistema fiscal plano é geralmente discutido no contexto de um imposto de renda, em que a progressividade é comum, mas pode também aplicar-se a impostos sobre o consumo, a propriedade ou as transferências.

## Principais categorias
As propostas de imposto fixo diferem na forma como o objeto do imposto é definido.

### Imposto sobre o rendimento de valor fixo
Um verdadeiro imposto de valor fixo é um sistema de tributação em que uma taxa de imposto é aplicada a todos os rendimentos pessoais sem deduções.

### Imposto fixo marginal
Quando são autorizadas deduções, um "imposto fixo" é um imposto progressivo com a caraterística especial de que, acima da dedução máxima, a taxa marginal sobre todos os outros rendimentos é constante. Diz-se que um imposto deste tipo é marginalmente plano acima desse ponto. A diferença entre um imposto verdadeiramente plano e um imposto marginalmente plano pode ser conciliada reconhecendo que este último se limita a excluir certos tipos de rendimento da definição de rendimento tributável; por conseguinte, ambos os tipos de imposto são planos em relação ao rendimento tributável.

### Imposto fixo com deduções limitadas
Foram propostos impostos fixos modificados que permitiriam deduções para um número muito reduzido de itens, eliminando simultaneamente a grande maioria das deduções existentes. As deduções para instituições de caridade e os juros da hipoteca da casa são os exemplos mais discutidos de deduções que seriam mantidas, uma vez que estas deduções são populares entre os eleitores e são frequentemente utilizadas. Outro tema comum é uma dedução única, grande e fixa. Esta grande dedução fixa compensaria a eliminação de várias deduções existentes e simplificaria os impostos, tendo como efeito secundário o fato de muitos agregados familiares (sobretudo de baixos rendimentos) não terem que apresentar declarações de impostos.

### Imposto fixo Hall–Rabushka
Concebido por economistas da Hoover Institution, o imposto fixo Hall–Rabushka é um imposto fixo sobre o consumo. Principalmente, o imposto Hall–Rabushka consegue um efeito de imposto sobre o consumo tributando o rendimento e excluindo depois o investimento. Robert Hall e Alvin Rabushka foram consultados extensivamente na designação dos sistemas de tributação fixa Leste Europeu.

### Imposto de renda negativo
O imposto de renda negativo, proposto por Milton Friedman em seu livro Capitalismo e Liberdade, de 1962, é um tipo de imposto fixo. A ideia básica é a mesma de um imposto fixo com deduções pessoais, exceto que, quando as deduções excedem o rendimento, o rendimento tributável pode tornar-se negativo em vez de ser fixado em zero. A taxa fixa de imposto é então aplicada ao "rendimento negativo" resultante, resultando num "imposto de renda negativo" que o governo deve ao agregado familiar - ao contrário do habitual imposto sobre o rendimento “positivo”, que o agregado familiar deve ao governo.
Por exemplo, que a taxa fixa seja de 20% e que as deduções sejam de US$20.000 por adulto e $7.000 por dependente. Com este sistema, uma família de quatro pessoas que ganhe US$ 54.000 por ano não terá de pagar qualquer imposto. Uma família de quatro pessoas que ganhe US$ 74.000 por ano deverá pagar um imposto de 0,20 × (74.000 - 54.000) = US$ 4.000, como seria o caso num sistema de imposto fixo com deduções. As famílias de quatro pessoas que ganham menos de US$ 54.000 por ano, no entanto, sofreriam um montante "negativo" de impostos (ou seja, a família receberia dinheiro do governo em vez de pagar ao governo). Por exemplo, se a família ganhasse US$ 34.000 por ano, receberia um cheque de US$ 4.000. O imposto de renda negativo destina-se a substituir não só o imposto sobre o rendimento dos Estados Unidos, mas também muitos benefícios que as famílias americanas com baixos rendimentos recebem, como os vales de alimentação e o Medicaid. O imposto de renda negativo foi concebido para evitar a armadilha do bem-estar - taxas marginais de imposto efetivamente elevadas resultantes das regras que reduzem os benefícios à medida que o rendimento do mercado aumenta. Uma objeção ao imposto de renda negativo é que se trata de assistência social sem um requisito de trabalho. As pessoas que deveriam pagar impostos negativos estariam recebendo uma forma de assistência social sem terem de se esforçar por obter um emprego. Outra objeção é que o imposto de renda negativo subsidia as indústrias que empregam mão de obra de baixo custo, mas esta objeção também pode ser feita contra os atuais sistemas de benefícios para os trabalhadores pobres.

### Imposto fixo limitado
Um imposto fixo limitado é aquele em que o rendimento é tributado a uma taxa fixa até ser atingido um determinado montante máximo. Por exemplo, o imposto da Lei Federal de Contribuições para a Segurança Social dos Estados Unidos é de 6,2% da remuneração bruta até um limite (em 2025, até US$ 176.100 de rendimentos, para um imposto máximo de US$ 10.918,20). Este limite tem o efeito de transformar um imposto nominalmente plano num imposto regressivo.

## Requisitos para um esquema totalmente definido
Ao conceber um sistema de imposto fixo, é necessário enumerar várias questões recorrentes, principalmente no que respeita às deduções e à identificação do momento em que o dinheiro é ganho.

### Definição do momento em que o rendimento ocorre
Uma vez que um dos princípios centrais do imposto fixo consiste em minimizar a compartimentação dos rendimentos numa miríade de casos especiais ou protegidos, um problema incômodo é decidir quando ocorre o rendimento. Isto é demonstrado pela tributação dos rendimentos de juros e dos dividendos de ações. Os acionistas são proprietários da empresa e, por isso, os lucros da empresa pertencem-lhes. Se uma empresa é tributada sobre os seus lucros, então os fundos pagos como dividendos já foram tributados. É discutível se devem ser posteriormente tratados como rendimentos dos acionistas e, por conseguinte, sujeitos a novos impostos. Uma questão semelhante coloca-se quando se trata de decidir se os juros pagos sobre empréstimos devem ser deduzidos do rendimento tributável, uma vez que esses juros são, por sua vez, tributados como rendimento para quem concede o empréstimo. Não existe uma resposta universalmente aceita sobre o que é justo. Por exemplo, nos Estados Unidos, os dividendos não são dedutíveis, mas os juros hipotecários são dedutíveis. Assim, uma proposta de imposto fixo não está totalmente definida enquanto não diferenciar os novos rendimentos não tributados de uma transmissão de rendimentos já tributados.

### Administração das políticas
Os impostos, para além de proporcionarem receitas, podem ser potentes instrumentos de política. Por exemplo, é comum os governos incentivarem as políticas sociais, como o isolamento das casas ou a habitação de baixo rendimento, através de créditos fiscais, em vez de criarem um ministério para aplicar essas políticas. Para além da política social, os impostos fixos podem também eliminar os instrumentos de ajustamento da política econômica. Por exemplo, nos Estados Unidos, as mais-valias a curto prazo são tributadas a uma taxa mais elevada do que as mais-valias a longo prazo, como forma de promover horizontes de investimento a longo prazo e amortecer a flutuação especulativa. Assim, se partirmos do princípio de que o governo deve participar ativamente em decisões políticas como esta, então as afirmações de que os impostos fixos são mais baratos/simples de administrar do que outros são incompletas até que se tenham em conta os custos de administração de políticas alternativas.

### Minimizar as deduções
De um modo geral, a questão de como eliminar as deduções é fundamental para o projeto do imposto fixo; as deduções afetam drasticamente a "planura" efetiva da taxa de imposto. Talvez a maior dedução necessária seja a das despesas das empresas. Se as empresas não fossem autorizadas a deduzir as despesas, as empresas com uma margem de lucro inferior à taxa de imposto fixa nunca poderiam ganhar dinheiro, uma vez que o imposto sobre as receitas seria sempre superior às receitas. Por exemplo, as mercearias ganham normalmente centavos por cada dólar de receitas; não poderiam pagar uma taxa de imposto de 25% sobre as receitas, a menos que a sua margem de lucro excedesse 25%. Assim, as empresas devem poder deduzir as despesas de funcionamento, mesmo que as pessoas singulares não o possam fazer. Surge um dilema prático quanto à identificação do que é uma despesa para uma empresa. Por exemplo, se um produtor de manteiga de amendoim comprar um fabricante de frascos, isso é uma despesa (uma vez que o produtor tem de comprar frascos de alguma forma) ou uma proteção do rendimento através do investimento? Os sistemas fiscais planos podem diferir muito na forma como acomodam essas áreas cinzentas. Por exemplo, a proposta de imposto fixo "9-9-9" permitiria às empresas deduzir as compras, mas não os custos de mão de obra, o que efetivamente tributa a uma taxa mais elevada as receitas industriais de mão de obra intensiva. Assim, uma proposta de imposto fixo não está totalmente definida, a menos que a proposta inclua uma diferenciação entre despesas dedutíveis e não dedutíveis.

## Efeitos fiscais

### Diminuição da utilidade marginal
O imposto plano beneficia progressivamente os escalões de rendimento mais elevados devido à diminuição do valor marginal. Se um sistema de imposto fixo tiver uma isenção elevada, é efetivamente um imposto progressivo. Consequentemente, a expressão "imposto fixo" é, na realidade, uma abreviatura para o imposto marginalmente plano, que é mais adequado.

### Administração e aplicação
Um tipo de imposto plano seria aplicado a todos os rendimentos de uma só vez: na fonte do rendimento. Hall e Rabushka propuseram uma alteração ao Código dos Impostos Internos dos Estados Unidos que implementaria a variante do imposto plano que defendem. Esta alteração, com apenas algumas páginas, substituiria centenas de páginas de linguagem estatutária (embora a maior parte da linguagem estatutária nos estatutos de tributação não seja direcionada para a especificação de taxas de imposto graduais).
Na sua forma atual, o Código dos Impostos Internos dos Estados Unidos tem mais de vários milhões de palavras e contém muitas lacunas, deduções e isenções que, segundo os defensores dos impostos fixos, tornam a cobrança de impostos e a aplicação da lei fiscal complicada e ineficaz.
Argumenta-se ainda que a atual legislação fiscal atrasa o crescimento econômico ao distorcer os incentivos econômicos e ao permitir, ou mesmo encorajar, a evasão fiscal. Com um imposto fixo, há menos incentivos do que no sistema atual para criar refúgios fiscais e para se envolver em outras formas de evasão fiscal.
Os críticos do imposto fixo defendem que um sistema de fiscalidade fixa pode ser criado com muitas lacunas, ou um sistema de fiscalidade progressiva sem lacunas, e que um sistema de fiscalidade progressiva pode ser tão simples, ou mais simples, do que um sistema de fiscalidade fixa. Um imposto progressivo simples também desencorajaria a evasão fiscal. Por exemplo, suponha-se que, num determinado ano, uma empresa chamada ACME obtém um lucro de 3 milhões, gasta 2 milhões em salários e 1 milhão em outras despesas que, nos termos da legislação fiscal, constituem rendimento tributável para os beneficiários, como o recebimento de opções de compra de ações, bônus e certos privilégios dos executivos. Considerando uma alíquota de imposto fixo de 15%, a ACME ficaria então a dever ao Internal Revenue Service (IRS) dos Estados Unidos (3M + 2M + 1M) × 0,15 = 900.000. Este pagamento liquidaria, de uma só vez, as obrigações fiscais dos trabalhadores da ACME, bem como os impostos sobre as sociedades devidos pela ACME. A maioria dos trabalhadores de toda a economia nunca precisaria de interagir com o IRS, uma vez que todos os impostos devidos sobre salários, juros, dividendos, royalties, etc. seriam retidos na fonte. As principais exceções seriam os trabalhadores com rendimentos provenientes de empreendimentos pessoais. The Economist afirma que um sistema deste tipo reduziria o número de entidades obrigadas a apresentar declarações de cerca de 130 milhões de indivíduos, agregados familiares e empresas, como atualmente, para apenas 8 milhões de empresas e trabalhadores independentes.
No entanto, esta simplicidade depende da ausência de deduções de qualquer tipo (ou, pelo menos, da ausência de variabilidade nas deduções das diferentes pessoas). Além disso, se forem segregados rendimentos de diferentes tipos (por exemplo, pass-through, ganhos de capital a longo prazo, rendimento normal, etc.), surgem complicações. Por exemplo, se as mais-valias realizadas estivessem sujeitas ao imposto fixo, a lei exigiria que os corretores e os fundos de investimento calculassem as mais-valias realizadas em todas as vendas e resgates. Se houvesse um ganho, um imposto igual a 15% do montante do ganho seria retido e enviado para o IRS. Se houvesse uma perda, o montante seria comunicado ao IRS. A perda compensaria os ganhos e, em seguida, o IRS regularizaria a situação com os contribuintes no final do período. Na ausência de deduções, este regime não pode ser utilizado para aplicar a política econômica e social indiretamente através de créditos fiscais e, por conseguinte, tal como acima referido, as simplificações no aparelho de cobrança de receitas do governo podem ser compensadas por novos ministérios necessários para administrar essas políticas.

### Receitas
A Rússia foi considerada um caso paradigmático do sucesso de um imposto fixo; as receitas reais do seu imposto sobre o rendimento das pessoas singulares aumentaram 25,2% no primeiro ano após a introdução do imposto fixo em 2001, seguindo-se um aumento de 24,6% no segundo ano e de 15,2% no terceiro ano.
O exemplo russo é muitas vezes utilizado como prova da validade desta análise, apesar de um estudo do Fundo Monetário Internacional de 2006 ter concluído que não havia sinais "de respostas comportamentais do tipo Laffer que gerassem aumentos de receitas a partir dos elementos de redução de impostos destas reformas" na Rússia ou em outros países.
Em 2021, a Rússia pôs fim ao seu imposto fixo sobre o rendimento das pessoas singulares ao introduzir uma segunda taxa de imposto mais elevada.
A entrada da Bulgária na União Europeia em 2007 foi marcada por um impulso de reformas destinadas a reduzir a grande parte da atividade econômica informal, estimada em 43% em 2006. O Parlamento aprovou a introdução de uma taxa de imposto sobre o rendimento das sociedades de 10% em 2007, seguida de uma taxa de imposto sobre o rendimento das pessoas singulares de 10% no ano seguinte. O FMI mostrou-se reticente em relação a esta reforma, argumentando que o sistema fiscal simplificado reduziria o excedente orçamental e incentivaria um maior deficit da balança corrente. No entanto, na altura destas discussões, o Governo búlgaro não necessitava de financiamento externo e prosseguiu com os seus planos de reforma. Em 2007, as receitas do imposto sobre o rendimento das pessoas coletivas registaram um enorme crescimento (39% em relação ao ano anterior) e ultrapassaram as previsões do próprio Ministério das Finanças (27% em relação ao ano anterior). O excedente orçamental aumentou apesar das despesas de emergência consideráveis efetuadas no final do ano. Foram várias as razões que contribuíram para este efeito benéfico: (i) a taxa de imposto limitou os incentivos à evasão fiscal, (ii) o otimismo no início da adesão do país à União Europeia, (iii) e o aumento do investimento direto estrangeiro, que atingiu um recorde anual histórico de € 9 bilhões (cerca de 11% do PIB).

### Estrutura global
Os impostos que não o imposto sobre o rendimento (por exemplo, os impostos sobre as vendas e os salários) tendem a ser regressivos. Numa estrutura deste tipo, as pessoas com rendimentos mais baixos tendem a pagar uma proporção mais elevada do seu rendimento em impostos totais do que os ricos. A fração do rendimento do agregado familiar que é um retorno ao capital (dividendos, juros, royalties, lucros de empresas não constituídas em sociedade) está positivamente correlacionada com o rendimento total do agregado familiar, pelo que um imposto fixo limitado aos salários parece deixar os ricos em melhor situação. A modificação da base de tributação pode alterar os efeitos. Um imposto fixo poderia ser direcionado para o rendimento (em vez de para os salários), o que poderia colocar a carga fiscal de forma igual sobre todos os trabalhadores, incluindo aqueles que obtêm rendimentos principalmente a partir de rendimentos de investimentos. Os sistemas fiscais poderiam utilizar um imposto fixo sobre as vendas para visar todo o consumo, que pode ser modificado com descontos ou isenções para eliminar os efeitos regressivos, como o FairTax proposto nos Estados Unidos.

### Ajustável nas fronteiras
Um sistema de imposto fixo e os impostos sobre o rendimento em geral não são inerentemente ajustáveis nas fronteiras, o que significa que a componente fiscal incorporada nos produtos através dos impostos cobrados às empresas (incluindo os impostos sobre as sociedades e os impostos sobre os salários) não é eliminada quando exportada para um país estrangeiro (ver Efeito dos impostos e subsídios sobre o preço). Os sistemas de tributação, como o imposto sobre as vendas ou o imposto sobre o valor acrescentado, podem eliminar a componente fiscal quando os bens são exportados e aplicar a componente fiscal às importações. Os produtos nacionais poderiam ficar em desvantagem em relação aos produtos estrangeiros (no país e no estrangeiro) que são ajustáveis na fronteira, o que afetaria a competitividade global de um país. No entanto, é possível que um sistema de imposto fixo possa ser combinado com direitos aduaneiros e créditos para atuar como ajustamentos nas fronteiras (a proposta de Border Tax Equity Act nos Estados Unidos tenta fazê-lo). A aplicação de um imposto sobre o rendimento com um crédito fiscal de ajustamento nas fronteiras constitui uma violação do acordo da Organização Mundial do Comércio. As isenções fiscais (deduções) sobre os salários de baixo rendimento, uma componente da maioria dos sistemas de imposto sobre o rendimento, poderiam atenuar esta questão para as indústrias com elevado conteúdo de mão de obra, como os têxteis, que competem a nível mundial.
Numa seção subsequente, são discutidas várias propostas de regimes semelhantes a impostos fixos, que diferem principalmente na forma como abordam as seguintes questões: deduções, definição de rendimento e aplicação de políticas.

## Em todo o mundo
A maioria dos países tributa o rendimento pessoal a nível nacional utilizando taxas progressivas, mas alguns utilizam uma taxa fixa. A grande maioria dos países que têm ou tiveram um imposto fixo sobre o rendimento das pessoas singulares a nível nacional são antigos países socialistas ou ilhas.
Em alguns países, as subdivisões estão autorizadas a tributar o rendimento das pessoas singulares para além do governo nacional. Muitas destas subdivisões utilizam um imposto fixo, mesmo que o seu governo nacional utilize taxas progressivas. Exemplos disso são todos os condados e municípios dos países nórdicos, todas as prefeituras e municípios do Japão e algumas subdivisões da Itália e dos Estados Unidos.

### Jurisdições que utilizam impostos fixos sobre o rendimento das pessoas singulares

#### Nível nacional ou único
O quadro seguinte apresenta uma lista de jurisdições onde o rendimento das pessoas singulares é tributado por apenas um nível de governo, utilizando um imposto fixa. Inclui países independentes e outras jurisdições autônomas. A taxa de imposto indicada é a que se aplica ao rendimento do trabalho, mas não inclui as contribuições obrigatórias para a seguridade social. Em algumas jurisdições, aplicam-se taxas diferentes (também fixas) a outros tipos de rendimento, como os provenientes de investimentos.

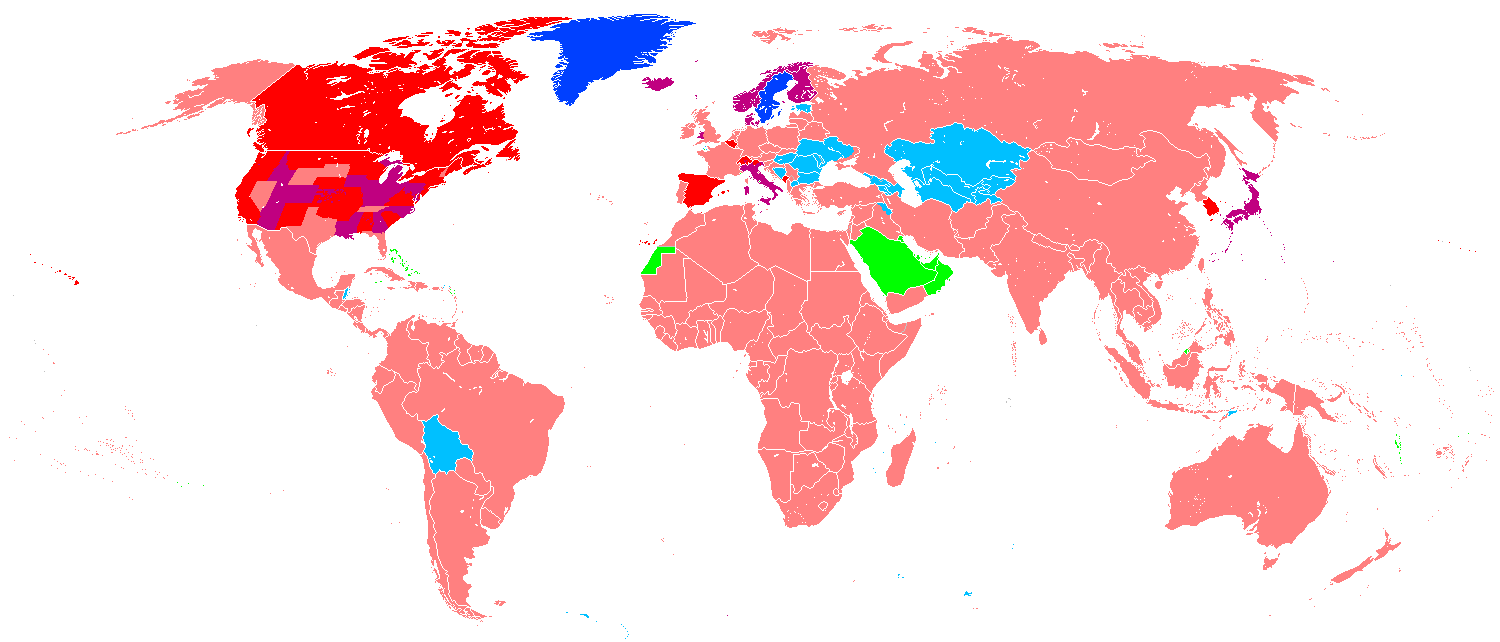
Imposto de renda pessoal tributado por:
Nenhum
Um nível de governo, com uma taxa fixa
Um nível de governo, com taxas progressivas
Vários níveis de governo, todos com uma taxa fixa
Vários níveis de governo, todos com taxas progressivas
Vários níveis de governo, alguns com uma taxa fixa e outros com taxas progressivas

| Jurisdição           | Alíquota de imposto |
| -------------------- | ------------------- |
| Abecásia             | 10%                 |
| Armênia              | 20%                 |
| Belize               | 25%                 |
| Bolívia              | 13%                 |
| Bósnia e Herzegovina | 10%                 |
| Bulgária             | 10%                 |
| Cazaquistão          | 10%                 |
| Curdistão iraquiano  | 5%                  |
| Estônia              | 22%                 |
| Geórgia              | 20%                 |
| Guernsey             | 20%                 |
| Hungria              | 15%                 |
| Jersey               | 20%                 |
| Macedônia do Norte   | 10%                 |
| Moldávia             | 12%                 |
| Nauru                | 20%                 |
| Ossétia do Sul       | 12%                 |
| Quirguistão          | 10%                 |
| Romênia              | 10%                 |
| Tajiquistão          | 12%                 |
| Timor-Leste          | 10%                 |
| Transnístria         | 15%                 |
| Turcomenistão        | 10%                 |
| Ucrânia              | 19.5%               |
| Uzbequistão          | 12%                 |